# Zwahlen et Mayr
Die Zwahlen et Mayr S.A. (ZM) mit Sitz in Aigle ist ein international tätiges Schweizer Stahl- und Metallbauunternehmen. Das Unternehmen beschäftigt 160 Mitarbeiter und erwirtschaftete 2012 einen Umsatz von rund 91 Millionen Schweizer Franken. Zwahlen et Mayr ist an der Schweizer Börse SWX Swiss Exchange kotiert. Die Firma gehörte seit 1978 zum italienischen Industrieunternehmen Sitindustrie und ist seit 2012 Teil des Stahlbaukonzerns Cimolai.

## Tätigkeitsgebiet
Das Waadtländer Unternehmen ist auf die Gebiete Stahlbau, Brückenbau und Edelstahlrohre spezialisiert.
Im Bereich Stahlbau stellt ZM grosse Stahlkonstruktionen her, die bei Brückenbauten mit grossen Spannweiten (Beispiel: Poyabrücke von Freiburg), Gebäuden, Hallen, Bauelementen für den Raumabschluss oder andere Zwecke verwendet werden.
Im Bereich Edelstahlrohre produziert das Unternehmen Rohre aus Edelstahl und Nickellegierungen, die zur Herstellung von Wärmetauschern in der chemischen Industrie, Lebensmittelindustrie und Petrochemie verwendet werden. Ebenfalls stellt ZM kaltnachgezogene Präzisionsrohre her, die in der Automobil- und Pharmaindustrie, zur Ausrüstung von pneumatischen, hydraulischen und elektromagnetischen Apparaten sowie für Werkzeugmaschinen benötigt werden.

## Geschichte
Das Unternehmen wurde 1881 von Louis Zwahlen in Lausanne gegründet. Nach dem Ersten Weltkrieg entwickelte der Ingenieur Henri Mayr die Aktivitäten der Firma im Bereich Stahlkonstruktion weiter. 1946 bauten die Ingenieure Jean Zwahlen und Maurice Cosandey innerhalb der Firma eine technische Abteilung auf, in der moderne Theorien und Methoden zur Berechnung und Realisierung von Stahlbauten entwickelt wurden. Das Unternehmen wurde in der Folge zu einem der grössten Stahlbauern der Schweiz. 1964 bezog es einen neuen Produktionsstandort in Aigle und spezialisierte sich insbesondere auf Brücken und schwere Konstruktionen.